# Владимир Томов
Владимир Томов е български учен, лекар хирург, професор. Работи в областта на чернодробната, белодробната, гръдната, коремната, сърдечната хирургия и урологията.

## Биография
Роден е в 1895  или в 1896 година в град Битоля, тогава в Османската империя.
В 1924 година завършва медицина в Софийския университет. Постъпва като доброволен асистент при проф. Александър Станишев, става негов редовен асистент и пръв главен асистент. Специализира в Германия, Италия, Англия, Франция и Австрия. Става доцент и професор. Ръководи катедрата по факултетска хирургия с урология и допринася за създаване на отделна клиника по урология. Наричан е „аристократът на хирургията“.
Умира в 1972 или 1973 година.

### Научна дейност
Експерименталните проучвания на Владимир Томов достигат световно равнище. Приносите му са в проучванията на неутронизацията на парализирани мускули при кучетата. Изяснява проникването на ехинококовите яйца по въздушен път (освен по доказания кръвен и лимфен път) и написва монографията „Оперативно лечение на чернодробния ехинокок“. Друга област на проучванията му е етиологията на идиопатичните хидронефрози чрез денервиране на легенчето и проксималната част на уретера. На регионално ниво са трудовете му за гръдната хирургия „Хирургично лечение на белодробната туберкулоза“, „Горна частична торакопластика“, „Медиастинални тумори“ и ред други. От публикациите му по сърдечна хирургия три са за адхезивния перикардит и вродените пороци на сърцето. Оставя трайни следи в коремната хирургия с „Чужди тела в коремната кухина“, „Острият апендицит“, „Сакралният анус“ и „Аналните фистули“. В областта на урологията някои от проучванията му са за поликистичната дегенерация на бъбрека, двустранната калкулоза на бъбрека, хипернефрома и др. В сферата на травматологията изследва травмените луксации на тазобедрената става, лечението на усложнените счупвания на шийката на бедрото, пиогенна инфекция и др. Изследването му за влиянието на паратиреоидните жлези върху костната регенерация има потвърдителен характер.

### Преподавателска дейност
Ученик на професор Станишев, Владимир Томов се превръща в отличен учител на следващите поколения лекари. Сред учениците му са Райко Райнов, Стоян Ламбрев, Борислав Кръстев (бъдещи професори), Иван Руменов, Емил Чернев, Груйо Груев, Ст. Темелков и други.

## Трудове
Владимир Томов е автор на повече от 67 публикации, сред тях статиите му с оригинални приноси в областта на гръдната хирургия са 9, в коремната хирургия – 4, в урологията – 4, в травматологията и ортопедията – 5, хирургични проблеми при опериране на ехонокок – 4, уродства – 3 и други. Редица статии са казуистични изследвания върху богатата му практика като хирург. Сред трудовете му са:
- „Специална хирургия“ (1956), авторски учебник
- „Оперативно лечение на чернодробния ехинокок“, монография
- „Учебник по специална хирургия“, в съавторство със Ст. Димитров и Г. Попов
- „Учебник по специална хирургия за стоматолози“, в съавторство с Г. Попов
- „Новите постижения в наркозата“, обзорна монография